# Acuerdo por Castro
Acuerdo por Castro (AxC) es una formación política española de nivel local, con representación en Castro Urdiales (Cantabria) surgida en el año 2007 a partir de la unión de dos formaciones menores.
La Iniciativa por Castro (IxC) y la Agrupación Castreña Independiente (Acasi) constituyeron una nueva formación para presentarse a los comicios del 27 de mayo de 2007 bajo la denominación de Acuerdo por Castro. El exalcalde Rufino Díaz Helguera, fue el número uno en la candidatura.
En dichos comicios, la formación Acuerdo por Castro fue respaldada de 2862 votos (20,73 %) consiguiendo cinco concejales en el Ayuntamiento de Castro Urdiales. Posteriormente alzó a la alcaldía a Fernando Muguruza, quien sería expulsado del Partido Regionalista de Cantabria.